# Дімітріс Хорн
Дімітріс Хорн (грец. Δημήτρης Χορν, *9 березня 1921, Афіни — †16 січня 1998) — грецький театральний та кіноактор, один з найзначніших в грецькому сценічному мистецтві 20 століття.

## Біографія
Дімітріс Хорн народився в Афінах 1921 року, в родині Пантеліса Хорна, грецького драматурга. Навчався в драматичній школі при Національному театрі Греції, на сцені якого дебютував 1941 року. За час своєї кар'єри він співпрацював довгий час із Національним театром і створив власну акторську трупу, до складу якої входили такі зірки, як Еллі Ламбетті, Марія Ароні, Алекос Александракіс. Еллі Ламбеті була також його супутницею в період 1953—1958 років.
Дімітріс Хорн ще на ранньому етапі творчості здобув репутацію «найкращого актора свого покоління», неперевершено виконуючі провідні ролі в постановках класичних п'єс — зокрема, «Річард III» Вільяма Шекспіра, «Записки божевільного» Миколи Гоголя, «Дон Жуан» Мольєра, «Енріко IV» Луїджі Піранделло тощо. Не менш важливою складовою творчості були кінороботи. Дімітріс Хорн знявся тільки у восьми фільмах, але більшість з них досягли легендарного статусу, зокрема «Фальшива монета» (1954), «Дівчина в чорному» (1956) і «У нас тільки одне життя» (1958). В період 1960—1962 років у трупі Дімітріса Хорна працювала актриса Смаро Стефаніду.
Пізніше він одружився зі спадкоємицею судноплавної компанії Анні Гуландрі і став першим директором Грецького державного радіо і телебачення після відновлення демократії.

## Фільмографія
- Αλάτι και πιπέρι (1942)
- Κυρία με τις καμέλιες (1942)
- Φάντασμα του Μετροπόλ (1943)
- Σύζυγοι με δοκίμη (1943)
- Παράξενο ιντερμέτζιο (1943)
- Ρομάντζο (1944)
- Θυσία (1944)
- Δωδέκατη νύχτα(1945)